# Вакцинація проти COVID-19 у КНР
Вакцинація проти COVID-19 у КНР — це кампанія масової імунізації населення КНР проти COVID-19 під час пандемії коронавірусної хвороби. За оцінками станом на липень 2022 року близько 89,7 % населення країни отримали вакцину, а близько 56 % населення отримали бустерну дозу вакцини.

## Застосування вакцин
У червні 2020 року вакцина «Sinopharm BIBP» (BBIBP-CorV) була дозволена для екстреного використання в Китаї. 22 липня влада Китаю розпочала екстрене введення вакцин проти COVID-19..
15 грудня 2020 року в Китаї розпочалась вакцинація проти COVID-19 для осіб із групи високого ризику. 19 грудня 2020 року Національна комісія з охорони здоров'я повідомила, що станом на той день у Китаї було введено 1 мільйон доз вакцини проти COVID-19, і серйозних побічних реакцій не спостерігалося.
31 грудня 2020 року національна комісія оголосила, що вакцину «Sinopharm BIBP» було схвалено через процес умовного маркетингового дозволу, і в Китаї було введено понад 3 мільйони доз вакцини проти COVID-19. Одночасно національна комісія заявила, що вакцинація від COVID-19 є безкоштовною для громадян Китаю.
27 січня 2021 року національна комісія заявила, що вакцинація проводиться за планом, і станом на 26 січня в Китаї було введено 22,767 мільйона доз вакцини проти COVID-19.
1 березня 2021 року Чжун Наньшань заявив, що рівень охоплення вакцинацією проти COVID-19 у Китаї наразі становить 3,56 %, а Китайський центр контролю та профілактики захворювань сподівається, що до кінця червня 2021 року цей показник досягне 40 %.
З кінця березня 2021 року влада прискорила пропаганду безкоштовної вакцинації проти COVID-19 для всього населення. 22 березня 2021 року віце-прем'єр Держради Сунь Чуньлань заявив, що вакцинація проти COVID-19 у Китаї має бути прискорена, а рівень вакцинації — підвищений. 24 березня 2021 року національна комісія повідомила, що кількість введених доз вакцини проти COVID-19 з цього дня буде щоденно повідомлятися на її вебсайті та в обліковому записі в соціальних мережах. 29 березня 2021 року національна комісія випустила першу версію посібника з технології застосування вакцин проти COVID-19.
21 квітня 2021 року національна комісія заявила, що в Китаї було введено понад 200 мільйонів доз вакцини проти COVID-19, і 80 % лікарів і медсестер були вакциновані.
14 травня 2021 року національна комісія повторно заявила, що прогрес у лікуванні COVID-19 слід прискорити через частку мутованого SARS-CoV-2 і повторну появу випадків місцевого зараження.
19 червня 2021 року національна комісія повідомила, що в Китаї було введено понад 1,01489 мільярда доз вакцини проти COVID-19.
У той час як державні органи встановили карантинні заходи та обов'язкове масове тестування для територій із значним поширенням хвороби, не було жодної постанови, якою б запроваджувалася обов'язкова вакцинація. У деяких закладах Китаю вакцинація є обов'язковою для входу, зокрема в кінотеатри, фітнес-центри, інтернет-бари, музеї та бібліотеки.
У липні 2022 року, за офіційними даними, хоча 89 % населення отримали 2 дози вакцини, бустерну дозу отримали лише 56 % осіб, які мали на це право. Крім того, серед уразливих вікових груп похилого віку цей показник був ще нижчим: лише 19,7 % осіб старших 80 років отримали бустерну дозу. Згідно з повідомленням BBC, це могло бути пов'язано з довірою громадськості до здатності влади контролювати спалахи, заявам державних органів у Китаї про те, що коронавірус був головним чином проблемою за кордоном, а також деякими лікарями в Китаї, які попереджали вразливих людей про ризики вакцинації для здоров'я.
| As of            | Ведені дози (в мільйонах) | References |
| ---------------- | ------------------------- | ---------- |
| 19 грудня (2020) | >1                        | [ 4 ]      |
| 31 грудня (2020) | >3                        | [ 5 ]      |
| 27 січня (2021)  | 22.767                    | [ 7 ]      |
| 9 лютого         | 40.52                     | [ 16 ]     |
| 15 березня       | 64.98                     | [ 17 ]     |
| 28 березня       | 102.417                   | [ 18 ]     |
| 21 квітня        | 204.191                   | [ 19 ]     |
| 7 травня         | 308.226                   | [ 20 ]     |
| 16 травня        | 406.938                   | [ 21 ]     |
| 23 травня        | 510.858                   | [ 22 ]     |
| 28 травня        | 602.991                   | [ 23 ]     |
| 2 червня         | 704.826                   | [ 24 ]     |
| 8 червня         | 808.962                   | [ 25 ]     |
| 14 червня        | 904.134                   | [ 26 ]     |
| 19 червня        | 1,010.489                 | [ 27 ]     |
| 24 червня        | 1,120.643                 | [ 28 ]     |
| 28 червня        | 1,206.714                 | [ 29 ]     |
| 4 липня          | 1,305.499                 | [ 30 ]     |
| 14 липня         | 1,414.609                 | [ 31 ]     |
| 22 липня         | 1,507.605                 | [ 32 ]     |
| 28 липня         | 1,601.249                 | [ 33 ]     |
| 3 серпня         | 1,708.356                 | [ 34 ]     |
| 10 серпня        | 1,808.092                 | [ 35 ]     |
| 18 серпня        | 1,900.127                 | [ 36 ]     |
| 26 серпня        | 2,003.914                 | [ 37 ]     |

## Вакцини
Станом на 21 листопада 2022 року в материковому Китаї було схвалено 7 вакцин через умовний дозвіл на використання або дозвіл на екстрене використання.
У 2021 році журнал «Nature» повідомив, що «дослідження поставили під сумнів тривалість захисту», який надають вакцини, зокрема як «Коронавак» і вакцини компанії «Sinopharm», особливо в порівнянні з мРНК-вакцинами. Мета-аналіз 2022 року оцінив ефективність «Коронавак» у близько 65 % у порівнянні з приблизно 90 % для вакцини «Pfizer» і 98 % для вакцини «Moderna». Деякі аналітики критикували небажання Китаю імпортувати мРНК-вакцини.
| Вакцина        | Тип                 | Виробник                                                     | Походження | Кількість доз для повного курсу | Ефективність (III фаза) | Схвалення               | Застосування    | Внесено до списку ВООЗ |
| -------------- | ------------------- | ------------------------------------------------------------ | ---------- | ------------------------------- | ----------------------- | ----------------------- | --------------- | ---------------------- |
| Sinopharm BIBP | інактивована        | Пекінський інститут біологічних продуктів                    | КНР        | 2 дози                          | 78.1 %                  | умовно (31 грудня 2020) | 31 грудня 2020  | 7 травня 2021          |
| Коронавак      | інактивована        | Sinovac Biotech                                              | КНР        | 2 дози                          | 50.7 % — 83.5 %         | умовно (5 лютого 2021)  | 5 лютого 2021   | 1 червня 2021          |
| Sinopharm WIBP | інактивована        | Уханьський інститут біологічних продуктів                    | КНР        | 2 дози                          | 72.8 %                  | умовно (25 лютого 2021) | 25 лютого 2021  |                        |
| KCONVAC        | інактивована        | Kangtai Biological Products Co. Ltd.                         | КНР        | 2 дози                          | —                       | EUA (14 травня 2021)    | 1 червня 2021   |                        |
| Ковідфул       | інактивована        | Інститут медичної біології Китайської академії медичних наук | КНР        | 2 дози                          | —                       | EUA (9 червня 2021)     | 9 червня 2021   |                        |
| Convidecia     | векторна            | CanSino                                                      | КНР        | 1 доза                          | 65.7 %                  | умовно (25 лютого 2021) | 25 лютого 2021  | 19 травня 2022         |
| ZIFIVAX        | білкова субодинична | Zhifei Bio-tech                                              | КНР        | 3 дози                          | 82 %                    | EUA (10 березня 2021)   | 10 березня 2021 |                        |

Вакцина Pfizer–BioNTech проти COVID-19, яка випускається компанією «Fosun Pharma» в КНР, ще очікувала на схвалення.